# Dinemandra ericoides
Dinemandra ericoides är en tvåhjärtbladig växtart som beskrevs av Adrien Henri Laurent de Jussieu. Dinemandra ericoides ingår i släktet Dinemandra och familjen Malpighiaceae. Inga underarter finns listade i Catalogue of Life.

## Bildgalleri

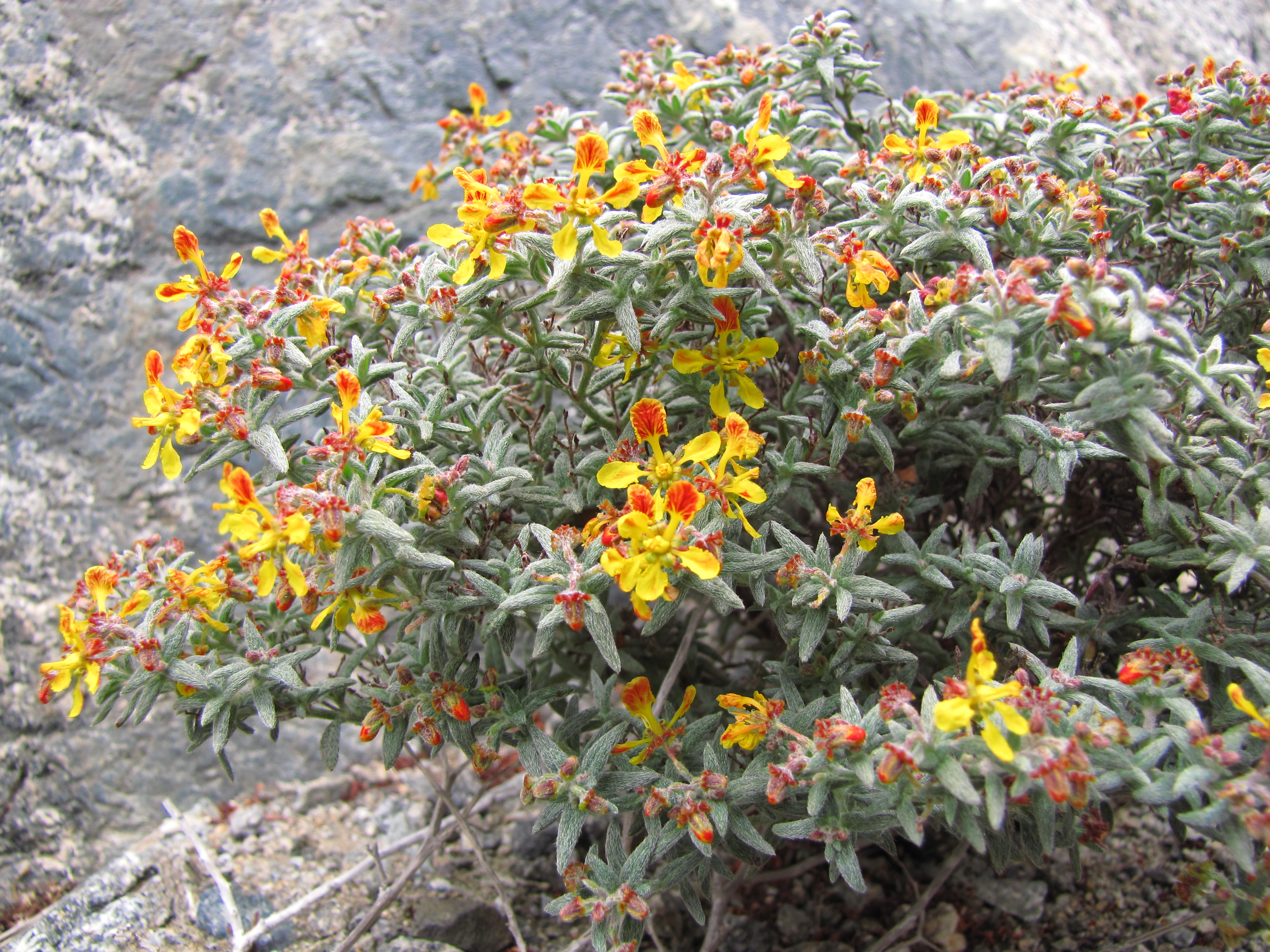